# Torneio de Roland Garros de 2019 - Dia a dia
Estes foram os jogos realizados nas quadras mais importantes a partir do primeiro dia das chaves principais.

## Dia 1 (26 de maio)
- Cabeças de chave eliminados:
  - Simples masculino:  Marco Cecchinato [16]
  - Simples feminino:  Angelique Kerber [5]

Ordem dos jogos:
| Quadra Philippe Chatrier    | Quadra Philippe Chatrier | Quadra Philippe Chatrier | Quadra Philippe Chatrier |
| Evento                      | Vencedor(a)/(es/as)      | Derrotado(a)/(os/as)     | Resultado                |
| --------------------------- | ------------------------ | ------------------------ | ------------------------ |
| Simples feminino – 1ª fase  | Anastasia Potapova       | Angelique Kerber [5]     | 6–4, 6–2                 |
| Simples masculino – 1ª fase | Stefanos Tsitsipas [6]   | Maximilian Marterer      | 6–2, 6–2, 7–64           |
| Simples masculino – 1ª fase | Roger Federer [3]        | Lorenzo Sonego           | 6–2, 6–4, 6–4            |
| Simples feminino – 1ª fase  | Karolína Plíšková [2]    | Madison Brengle          | 6–2, 6–3                 |
| Quadra Suzanne Lenglen      |                          |                          |                          |
| Evento                      | Vencedor(a)/(es/as)      | Derrotado(a)/(os/as)     | Resultado                |
| Simples masculino – 1ª fase | Marin Čilić [11]         | Thomas Fabbiano          | 6–3, 7–5, 6–1            |
| Simples masculino – 1ª fase | Kei Nishikori [7]        | Quentin Halys [WC]       | 6–2, 6–3, 6–4            |
| Simples feminino – 1ª fase  | Kristina Mladenovic      | Fiona Ferro              | 6–3, 7–63                |
| Simples feminino – 1ª fase  | Sloane Stephens [7]      | Misaki Doi               | 6–3, 7–64                |
| Quadra Simonne Mathieu      |                          |                          |                          |
| Evento                      | Vencedor(a)/(es/as)      | Derrotado(a)/(os/as)     | Resultado                |
| Simples feminino – 1ª fase  | Garbiñe Muguruza [19]    | Taylor Townsend          | 5–7, 6–2, 6–2            |
| Simples masculino – 1ª fase | Nicolas Mahut [WC]       | Marco Cecchinato [16]    | 2–6, 66–7, 6–4, 6–2, 6–4 |
| Simples feminino – 1ª fase  | Elina Svitolina [9]      | Venus Williams           | 6–3, 6–3                 |
| Simples masculino – 1ª fase | David Goffin [27]        | Ričardas Berankis        | 6–0, 6–2, 6–2            |

## Dia 2 (27 de maio)
- Cabeças de chave eliminados:
  - Simples masculino:  Daniil Medvedev [12],  Nikoloz Basilashvili [15],  Denis Shapovalov [20],  Frances Tiafoe [32]
  - Simples feminino:  Caroline Wozniacki [13],  Julia Görges [18],  Mihaela Buzărnescu [30],  Aliaksandra Sasnovich [32]

Ordem dos jogos:
| Quadra Philippe Chatrier    | Quadra Philippe Chatrier | Quadra Philippe Chatrier | Quadra Philippe Chatrier |
| Evento                      | Vencedor(a)/(es/as)      | Derrotado(a)/(os/as)     | Resultado                |
| --------------------------- | ------------------------ | ------------------------ | ------------------------ |
| Simples feminino – 1ª fase  | Veronika Kudermetova     | Caroline Wozniacki [13]  | 0–6, 6–3, 6–3            |
| Simples masculino – 1ª fase | Rafael Nadal [2]         | Yannick Hanfmann [Q]     | 6–2, 6–1, 6–3            |
| Simples masculino – 1ª fase | Novak Djokovic [1]       | Hubert Hurkacz           | 6–4, 6–2, 6–2            |
| Simples feminino – 1ª fase  | Serena Williams [10]     | Vitalia Diatchenko       | 2–6, 6–1, 6–0            |
| Quadra Suzanne Lenglen      |                          |                          |                          |
| Evento                      | Vencedor(a)/(es/as)      | Derrotado(a)/(os/as)     | Resultado                |
| Simples feminino – 1ª fase  | Kiki Bertens [4]         | Pauline Parmentier       | 6–3, 6–4                 |
| Simples feminino – 1ª fase  | Sorana Cîrstea           | Kaja Juvan [LL]          | 5–7, 6–4, 7–5            |
| Simples masculino – 1ª fase | Jo-Wilfried Tsonga [PR]  | Peter Gojowczyk          | 7–64, 6–1, 4–6, 6–3      |
| Simples masculino – 1ª fase | Dominic Thiem [4]        | Tommy Paul [WC]          | 6–4, 4–6, 7–65, 6–2      |
| Quadra Simonne Mathieu      |                          |                          |                          |
| Evento                      | Vencedor(a)/(es/as)      | Derrotado(a)/(os/as)     | Resultado                |
| Simples feminino – 1ª fase  | Viktória Kužmová         | Alizé Cornet             | 6–4, 6–3                 |
| Simples masculino – 1ª fase | Richard Gasquet          | Mischa Zverev            | 6–3, 6–4, 6–3            |
| Simples masculino – 1ª fase | Stan Wawrinka [24]       | Jozef Kovalík [PR]       | 6–1, 36–7, 6–2, 6–3      |
| Simples feminino – 1ª fase  | Samantha Stosur          | Barbora Strýcová         | 6–2, 7–63                |

## Dia 3 (28 de maio)
- Cabeças de chave eliminados:
  - Simples feminino:  Anett Kontaveit [17]
  - Duplas masculinas:  Jamie Murray /  Bruno Soares [2],  Raven Klaasen /  Michael Venus [6],  Máximo González /  Horacio Zeballos [9],  Ivan Dodig /  Édouard Roger-Vasselin [12],  Ben McLachlan /  Jan-Lennard Struff [15],  Austin Krajicek /  Artem Sitak [16]

Ordem dos jogos:
| Quadra Philippe Chatrier    | Quadra Philippe Chatrier  | Quadra Philippe Chatrier  | Quadra Philippe Chatrier      |
| Evento                      | Vencedor(a)/(es/as)       | Derrotado(a)/(os/as)      | Resultado                     |
| --------------------------- | ------------------------- | ------------------------- | ----------------------------- |
| Simples masculino – 1ª fase | Alexander Zverev [5]      | John Millman              | 7−6(7−4), 6−3, 2−6, 56−7, 6−3 |
| Simples feminino – 1ª fase  | Naomi Osaka [1]           | Anna Karolína Schmiedlová | 0−6, 7−64, 6−1                |
| Simples feminino – 1ª fase  | Simona Halep [3]          | Ajla Tomljanović          | 6−2, 3−6, 6−1                 |
| Simples masculino – 1ª fase | Gaël Monfils [14]         | Taro Daniel               | 6−0, 6−4, 6−1                 |
| Quadra Suzanne Lenglen      |                           |                           |                               |
| Evento                      | Vencedor(a)/(es/as)       | Derrotado(a)/(os/as)      | Resultado                     |
| Simples masculino – 1ª fase | Juan Martín del Potro [8] | Nicolás Jarry             | 3–6, 6–2, 6–1, 6–4            |
| Simples feminino – 1ª fase  | Caroline Garcia [24]      | Mona Barthel              | 6−2, 6−4                      |
| Simples masculino – 1ª fase | Lucas Pouille [22]        | Simone Bolelli [Q]        | 6−3, 6−4, 7−5                 |
| Simples feminino – 1ª fase  | Madison Keys [14]         | Evgeniya Rodina           | 6−1, 6−2                      |
| Quadra Simonne Mathieu      |                           |                           |                               |
| Evento                      | Vencedor(a)/(es/as)       | Derrotado(a)/(os/as)      | Resultado                     |
| Simples masculino – 1ª fase | Fabio Fognini [9]         | Andreas Seppi             | 6–3, 6–0, 3–6, 6–3            |
| Simples feminino – 1ª fase  | Victoria Azarenka         | Jeļena Ostapenko          | 6−4, 7−64                     |
| Simples feminino – 1ª fase  | Aryna Sabalenka [11]      | Dominika Cibulková        | 7−5, 6−1                      |
| Simples masculino – 1ª fase | Adrian Mannarino          | Stefano Travaglia [Q]     | 56−7, 6−3, 3−6, 6−2, 6−2      |

## Dia 4 (29 de maio)
- Cabeças de chave eliminados:
  - Simples masculino:  Marin Čilić [11],  Guido Pella [19],  Alex de Minaur [21],  Matteo Berrettini [29]
  - Simples feminino:  Kiki Bertens [4]
  - Duplas masculinas:  Nikola Mektić /  Franko Škugor [5]
  - Duplas femininas:  Eri Hozumi /  Makoto Ninomiya [12],  Irina-Camelia Begu /  Mihaela Buzărnescu [14]

Ordem dos jogos:
| Quadra Philippe Chatrier    | Quadra Philippe Chatrier                | Quadra Philippe Chatrier                | Quadra Philippe Chatrier  |
| Evento                      | Vencedor(a)/(es/as)                     | Derrotado(a)/(os/as)                    | Resultado                 |
| --------------------------- | --------------------------------------- | --------------------------------------- | ------------------------- |
| Simples feminino – 2ª fase  | Sloane Stephens [7]                     | Sara Sorribes Tormo                     | 6–3, 7–63                 |
| Simples masculino – 2ª fase | Kei Nishikori [7]                       | Jo-Wilfried Tsonga [PR]                 | 4–6, 6–4, 6–4, 6–4        |
| Simples masculino – 2ª fase | Roger Federer [3]                       | Oscar Otte [LL]                         | 6−4, 6−3, 6−4             |
| Simples feminino – 2ª fase  | Viktória Kužmová                        | Kiki Bertens [4]                        | 3–1, ab.                  |
| Simples feminino – 2ª fase  | Belinda Bencic [15] vs. Laura Siegemund | Belinda Bencic [15] vs. Laura Siegemund | 4−6, 6−4, 4−4, suspenso   |
| Quadra Suzanne Lenglen      |                                         |                                         |                           |
| Evento                      | Vencedor(a)/(es/as)                     | Derrotado(a)/(os/as)                    | Resultado                 |
| Simples feminino – 2ª fase  | Garbiñe Muguruza [19]                   | Johanna Larsson                         | 6–4, 6–1                  |
| Simples masculino – 2ª fase | Rafael Nadal [2]                        | Yannick Maden [Q]                       | 6−1, 6−2, 6−4             |
| Simples feminino – 2ª fase  | Petra Martić [31]                       | Kristina Mladenovic                     | 6−2, 6−1                  |
| Simples masculino – 2ª fase | Benoît Paire                            | Pierre-Hugues Herbert                   | 6−2, 6−2, 5−7, 66−7, 11−9 |
| Quadra Simonne Mathieu      |                                         |                                         |                           |
| Evento                      | Vencedor(a)/(es/as)                     | Derrotado(a)/(os/as)                    | Resultado                 |
| Simples masculino – 2ª fase | Stefanos Tsitsipas [6]                  | Hugo Dellien                            | 4−6, 6−0, 6−3, 7−5        |
| Simples feminino – 2ª fase  | Karolína Plíšková [2]                   | Kristína Kučová [Q]                     | 6−2, 6−2                  |
| Simples masculino – 2ª fase | Grigor Dimitrov                         | Marin Čilić [11]                        | 36−7, 6−4, 4−6, 7−62, 6−3 |

## Dia 5 (30 de maio)
- Cabeças de chave eliminados:
  - Simples masculino:  Diego Schwartzman [17],  Fernando Verdasco [23],  Gilles Simon [26],  Kyle Edmund [28]
  - Simples feminino:  Aryna Sabalenka [11],  Wang Qiang [16],  Daria Kasatkina [21],  Bianca Andreescu [22],  Caroline Garcia [24],  Hsieh Su-wei [25],  Maria Sakkari [29]
  - Duplas femininas:  Barbora Krejčíková /  Kateřina Siniaková [1],  Darija Jurak /  Raluca Olaru [16]
  - Duplas mistas:  Demi Schuurs /  Jean-Julien Rojer [4]

Ordem dos jogos:
| Quadra Philippe Chatrier    | Quadra Philippe Chatrier             | Quadra Philippe Chatrier             | Quadra Philippe Chatrier          |
| Evento                      | Vencedor(a)/(es/as)                  | Derrotado(a)/(os/as)                 | Resultado                         |
| --------------------------- | ------------------------------------ | ------------------------------------ | --------------------------------- |
| Simples masculino – 2ª fase | Dominic Thiem [4]                    | Alexander Bublik                     | 6−3, 66−7, 6−3, 7−5               |
| Simples feminino – 2ª fase  | Belinda Bencic [15]                  | Laura Siegemund                      | 4−6, 6−4, 6−4                     |
| Simples feminino – 2ª fase  | Serena Williams [10]                 | Kurumi Nara [Q]                      | 6–3, 6–2                          |
| Simples feminino – 2ª fase  | Anna Blinkova [Q]                    | Caroline Garcia [24]                 | 1–6, 6–4, 6–4                     |
| Simples masculino – 2ª fase | Martin Kližan vs. Lucas Pouille [22] | Martin Kližan vs. Lucas Pouille [22] | 7−6(7−4), 2−6, 6−3, 3−1, suspenso |
| Quadra Suzanne Lenglen      |                                      |                                      |                                   |
| Evento                      | Vencedor(a)/(es/as)                  | Derrotado(a)/(os/as)                 | Resultado                         |
| Simples feminino – 2ª fase  | Naomi Osaka [1]                      | Victoria Azarenka                    | 4−6, 7−5, 6−3                     |
| Simples masculino – 2ª fase | Novak Djokovic [1]                   | Henri Laaksonen [LL]                 | 6−1, 6−4, 6−3                     |
| Simples masculino – 2ª fase | Gaël Monfils [14]                    | Adrian Mannarino                     | 6−3, 6−4, 6−4                     |
| Simples feminino – 2ª fase  | Simona Halep [3]                     | Magda Linette                        | 6−4, 5−7, 6−3                     |
| Quadra Simonne Mathieu      |                                      |                                      |                                   |
| Evento                      | Vencedor(a)/(es/as)                  | Derrotado(a)/(os/as)                 | Resultado                         |
| Simples feminino – 2ª fase  | Ekaterina Alexandrova                | Samantha Stosur                      | 3−6, 6−1, 6−4                     |
| Simples masculino – 2ª fase | Alexander Zverev [5]                 | Mikael Ymer [Q]                      | 6–1, 6–3, 7–63                    |
| Simples masculino – 2ª fase | Juan Martín del Potro [8]            | Yoshihito Nishioka                   | 5−7, 6−4, 6−2, 56−7, 6−2          |

## Dia 6 (31 de maio)
- Cabeças de chave eliminados:
  - Simples masculino:  Lucas Pouille [22],  David Goffin [27],  Laslo Djere [31]
  - Simples feminino:  Karolína Plíšková [2],  Elina Svitolina [9],  Belinda Bencic [15],  Elise Mertens [20],  Carla Suárez Navarro [28]
  - Duplas femininas:  Chan Hao-ching /  Latisha Chan [8],  Anna-Lena Grönefeld /  Demi Schuurs [9]

Ordem dos jogos:
| Quadra Philippe Chatrier    | Quadra Philippe Chatrier                    | Quadra Philippe Chatrier                    | Quadra Philippe Chatrier |
| Evento                      | Vencedor(a)/(es/as)                         | Derrotado(a)/(os/as)                        | Resultado                |
| --------------------------- | ------------------------------------------- | ------------------------------------------- | ------------------------ |
| Simples feminino – 3ª fase  | Petra Martić [31]                           | Karolína Plíšková [2]                       | 6−3, 6−3                 |
| Simples masculino – 3ª fase | Martin Kližan                               | Lucas Pouille [22]                          | 7−64, 2−6, 6−3, 3−6, 9–7 |
| Simples feminino – 3ª fase  | Garbiñe Muguruza [19]                       | Elina Svitolina [9]                         | 6−3, 6−3                 |
| Simples masculino – 3ª fase | Rafael Nadal [2]                            | David Goffin [27]                           | 6–1, 6–3, 4–6, 6–3       |
| Simples masculino – 3ª fase | Stefanos Tsitsipas [6] vs. Filip Krajinović | Stefanos Tsitsipas [6] vs. Filip Krajinović | 7−5, 6−3, 5−5, suspenso  |
| Quadra Suzanne Lenglen      |                                             |                                             |                          |
| Evento                      | Vencedor(a)/(es/as)                         | Derrotado(a)/(os/as)                        | Resultado                |
| Simples feminino – 3ª fase  | Anastasija Sevastova [12]                   | Elise Mertens [20]                          | 6−7(3−7), 6−4, 11−9      |
| Simples masculino – 3ª fase | Roger Federer [3]                           | Casper Ruud                                 | 6−3, 6−1, 7−68           |
| Simples feminino – 3ª fase  | Sloane Stephens [7]                         | Polona Hercog                               | 6–3, 5–7, 6–4            |
| Quadra Simonne Mathieu      |                                             |                                             |                          |
| Evento                      | Vencedor(a)/(es/as)                         | Derrotado(a)/(os/as)                        | Resultado                |
| Simples feminino – 3ª fase  | Markéta Vondroušová                         | Carla Suárez Navarro [28]                   | 6−4, 6−4                 |
| Simples masculino – 3ª fase | Benoît Paire                                | Pablo Carreño Busta                         | 6–2, 4–6, 7–61, ab.      |
| Simples masculino – 3ª fase | Leonardo Mayer                              | Nicolas Mahut [WC]                          | 3–6, 7–63, 6–4, 7–63     |
| Simples feminino – 3ª fase  | Johanna Konta [26]                          | Viktória Kužmová                            | 6−2, 6−1                 |

## Dia 7 (1º de junho)
- Cabeças de chave eliminados:
  - Simples masculino:  Borna Ćorić [13],  Roberto Bautista Agut [18],  Dušan Lajović [30]
  - Simples feminino:  Naomi Osaka [1],  Serena Williams [10],  Lesia Tsurenko [27]
  - Duplas masculinas:  Łukasz Kubot /  Marcelo Melo [1],  Bob Bryan /  Mike Bryan [7],  Nicolas Mahut /  Jürgen Melzer [13]
  - Duplas femininas:  Alicja Rosolska /  Yang Zhaoxuan [13]

Ordem dos jogos:
| Quadra Philippe Chatrier    | Quadra Philippe Chatrier  | Quadra Philippe Chatrier   | Quadra Philippe Chatrier |
| Evento                      | Vencedor(a)/(es/as)       | Derrotado(a)/(os/as)       | Resultado                |
| --------------------------- | ------------------------- | -------------------------- | ------------------------ |
| Simples feminino – 3ª fase  | Simona Halep [3]          | Lesia Tsurenko [27]        | 6–2, 6–1                 |
| Simples masculino – 3ª fase | Stefanos Tsitsipas [6]    | Filip Krajinović           | 7−5, 6−3, 56−7, 7–66     |
| Simples masculino – 3ª fase | Novak Djokovic [1]        | Salvatore Caruso [Q]       | 6−3, 6−3, 6−2            |
| Simples masculino – 3ª fase | Gaël Monfils [14]         | Antoine Hoang [WC]         | 6−3, 6−2, 6−3            |
| Simples feminino – 3ª fase  | Sofia Kenin               | Serena Williams [10]       | 6−2, 7−5                 |
| Quadra Suzanne Lenglen      |                           |                            |                          |
| Evento                      | Vencedor(a)/(es/as)       | Derrotado(a)/(os/as)       | Resultado                |
| Simples masculino – 3ª fase | Fabio Fognini [9]         | Roberto Bautista Agut [18] | 7–65, 6−4, 4−6, 6−1      |
| Simples feminino – 3ª fase  | Kateřina Siniaková        | Naomi Osaka [1]            | 6−4, 6−2                 |
| Simples masculino – 3ª fase | Dominic Thiem [4]         | Pablo Cuevas               | 6−3, 4−6, 6−2, 7−5       |
| Simples feminino – 3ª fase  | Ashleigh Barty [8]        | Andrea Petkovic            | 6−3, 6−1                 |
| Quadra Simonne Mathieu      |                           |                            |                          |
| Evento                      | Vencedor(a)/(es/as)       | Derrotado(a)/(os/as)       | Resultado                |
| Simples masculino – 3ª fase | Alexander Zverev [5]      | Dušan Lajović [30]         | 6−4, 6−2, 4−6, 1–6, 6−2  |
| Simples feminino – 3ª fase  | Madison Keys [14]         | Anna Blinkova [Q]          | 6–3, 56–7, 6–4           |
| Simples masculino – 3ª fase | Juan Martín del Potro [8] | Jordan Thompson            | 6–4, 6–4, 6–0            |

## Dia 8 (2 de junho)
- Cabeças de chave eliminados:
  - Simples masculino:  Stefanos Tsitsipas [6]
  - Simples feminino:  Anastasija Sevastova [12],  Garbiñe Muguruza [19],  Donna Vekić [23]
  - Duplas masculinas:  Oliver Marach /  Mate Pavić [4],  Henri Kontinen /  John Peers [8],  Robin Haase /  Frederik Nielsen [14]
  - Duplas femininas:  Hsieh Su-wei /  Barbora Strýcová [3]
  - Duplas mistas:  Anna-Lena Grönefeld /  Robert Farah [8]

Ordem dos jogos:
| Quadra Philippe Chatrier    | Quadra Philippe Chatrier                   | Quadra Philippe Chatrier                     | Quadra Philippe Chatrier |
| Evento                      | Vencedor(a)/(es/as)                        | Derrotado(a)/(os/as)                         | Resultado                |
| --------------------------- | ------------------------------------------ | -------------------------------------------- | ------------------------ |
| Simples feminino – 4ª fase  | Petra Martić [31]                          | Kaia Kanepi                                  | 5–7, 6–2, 6–4            |
| Simples masculino – 4ª fase | Roger Federer [3]                          | Leonardo Mayer                               | 6−2, 6−3, 6−3            |
| Simples masculino – 4ª fase | Rafael Nadal [2]                           | Juan Ignacio Londero                         | 6−2, 6−3, 6−3            |
| Simples feminino – 4ª fase  | Sloane Stephens [7]                        | Garbiñe Muguruza [19]                        | 6−4, 6−3                 |
| Quadra Suzanne Lenglen      |                                            |                                              |                          |
| Evento                      | Vencedor(a)/(es/as)                        | Derrotado(a)/(os/as)                         | Resultado                |
| Simples feminino – 4ª fase  | Markéta Vondroušová                        | Anastasija Sevastova [12]                    | 6–2, 6–0                 |
| Simples feminino – 4ª fase  | Johanna Konta [26]                         | Donna Vekić [23]                             | 6–2, 6–4                 |
| Simples masculino – 4ª fase | Stan Wawrinka [24]                         | Stefanos Tsitsipas [6]                       | 7–66, 5–7, 6–4, 3–6, 8–6 |
| Simples masculino – 4ª fase | Kei Nishikori [7] vs. Benoît Paire         | Kei Nishikori [7] vs. Benoît Paire           | 6–2, 86–7, 6–2, suspenso |
| Quadra Simonne Mathieu      |                                            |                                              |                          |
| Evento                      | Vencedor(a)/(es/as)                        | Derrotado(a)/(os/as)                         | Resultado                |
| Duplas masculinas – 3ª fase | Guido Pella Diego Schwartzman              | Grégoire Barrère [WC] Quentin Halys [WC]     | 6–4, 6–4                 |
| Duplas femininas – 3ª fase  | Tímea Babos [2] Kristina Mladenovic [2]    | Anna-Lena Friedsam [PR] Laura Siegemund [PR] | 4–6, 6–3, 6–3            |
| Duplas masculinas – 3ª fase | Kevin Krawietz Andreas Mies                | Oliver Marach [4] Mate Pavić [4]             | 7–5, 3–6, 7–5            |
| Duplas mistas – 2ª fase     | Zhang Shuai [5] John Peers [5]             | Tímea Babos Márton Fucsovics                 | 6−0, 6−4                 |
| Duplas femininas – 3ª fase  | Kirsten Flipkens [15] Johanna Larsson [15] | Nadiia Kichenok Abigail Spears               | 6−3, 6−2                 |

## Dia 9 (3 de junho)
- Cabeças de chave eliminados:
  - Simples masculino:  Juan Martín del Potro [8],  Fabio Fognini [9],  Gaël Monfils [14]
  - Duplas masculinas:  Jean-Julien Rojer /  Horia Tecău [10]
  - Duplas femininas:  Lucie Hradecká /  Andreja Klepač [10],  Victoria Azarenka /  Ashleigh Barty [11]
  - Duplas mistas:  Chan Hao-ching /  Oliver Marach [6],  Alicja Rosolska /  Nikola Mektić [7]

Ordem dos jogos:
| Quadra Philippe Chatrier             | Quadra Philippe Chatrier                         | Quadra Philippe Chatrier                | Quadra Philippe Chatrier  |
| Evento                               | Vencedor(a)/(es/as)                              | Derrotado(a)/(os/as)                    | Resultado                 |
| ------------------------------------ | ------------------------------------------------ | --------------------------------------- | ------------------------- |
| Simples feminino – 4ª fase           | Ashleigh Barty [8]                               | Sofia Kenin                             | 6−3, 3−6, 6−0             |
| Simples masculino – 4ª fase          | Novak Djokovic [1]                               | Jan-Lennard Struff                      | 6−3, 6−2, 6−2             |
| Simples masculino – 4ª fase          | Dominic Thiem [4]                                | Gaël Monfils [14]                       | 6–4, 6–4, 6–2             |
| Simples feminino – 4ª fase           | Simona Halep [3]                                 | Iga Świątek                             | 6–1, 6–0                  |
| Quadra Suzanne Lenglen               |                                                  |                                         |                           |
| Evento                               | Vencedor(a)/(es/as)                              | Derrotado(a)/(os/as)                    | Resultado                 |
| Simples feminino – 4ª fase           | Madison Keys [14]                                | Kateřina Siniaková                      | 6–2, 6–4                  |
| Simples masculino – 4ª fase          | Kei Nishikori [7]                                | Benoît Paire                            | 6–2, 86–7, 6–2, 86–7, 7–5 |
| Simples masculino – 4ª fase          | Alexander Zverev [5]                             | Fabio Fognini [9]                       | 3−6, 6−2, 6−2, 7−65       |
| Simples masculino – 4ª fase          | Karen Khachanov [10]                             | Juan Martín del Potro [8]               | 7–5, 6–3, 3–6, 6–3        |
| Quadra Simonne Mathieu               |                                                  |                                         |                           |
| Evento                               | Vencedor(a)/(es/as)                              | Derrotado(a)/(os/as)                    | Resultado                 |
| Duplas masculinas – Quartas de final | Guido Pella Diego Schwartzman                    | Jean-Julien Rojer [10] Horia Tecău [10] | 6−4, 6−4                  |
| Duplas masculinas – Quartas de final | Juan Sebastián Cabal [3] Robert Farah [3]        | Mikhail Kukushkin Joran Vliegen         | 6–2, 6–2                  |
| Duplas femininas – 3ª fase           | Gabriela Dabrowski [4] Xu Yifan [4]              | Fiona Ferro Diane Parry                 | 6–1, 7–65                 |
| Duplas mistas – 3ª fase              | Nadiia Kichenok [Alt] Aisam-ul-Haq Qureshi [Alt] | Chan Hao-ching [6] Oliver Marach [6]    | 6−3, 6−4                  |
| Simples feminino – 4ª fase           | Amanda Anisimova                                 | Aliona Bolsova [Q]                      | 6–3, 6–0                  |

## Dia 10 (4 de junho)
- Cabeças de chave eliminados:
  - Simples masculino:  Kei Nishikori [7],  Stan Wawrinka [24]
  - Simples feminino:  Sloane Stephens [7],  Petra Martić [31]
  - Duplas masculinas:  Rajeev Ram /  Joe Salisbury [11]
  - Duplas femininas:  Gabriela Dabrowski /  Xu Yifan [4],  Samantha Stosur /  Zhang Shuai [5],  Nicole Melichar /  Květa Peschke [7]
  - Duplas mistas:  Zhang Shuai /  John Peers [5]

Ordem dos jogos:
| Quadra Philippe Chatrier                               | Quadra Philippe Chatrier                   | Quadra Philippe Chatrier              | Quadra Philippe Chatrier |
| Evento                                                 | Vencedor(a)/(es/as)                        | Derrotado(a)/(os/as)                  | Resultado                |
| ------------------------------------------------------ | ------------------------------------------ | ------------------------------------- | ------------------------ |
| Simples feminino – Quartas de final                    | Johanna Konta [26]                         | Sloane Stephens [7]                   | 6−1, 6−4                 |
| Simples masculino – Quartas de final                   | Rafael Nadal [2]                           | Kei Nishikori [7]                     | 6−1, 6−1, 6−3            |
| Quadra Suzanne Lenglen                                 |                                            |                                       |                          |
| Evento                                                 | Vencedor(a)/(es/as)                        | Derrotado(a)/(os/as)                  | Resultado                |
| Simples masculino – Quartas de final                   | Roger Federer [3]                          | Stan Wawrinka [24]                    | 7−64, 4−6, 7−65, 6−4     |
| Simples feminino – Quartas de final                    | Markéta Vondroušová                        | Petra Martić [31]                     | 7−61, 7−5                |
| Quadra Simonne Mathieu                                 |                                            |                                       |                          |
| Evento                                                 | Vencedor(a)/(es/as)                        | Derrotado(a)/(os/as)                  | Resultado                |
| Duplas masculinas acima de 45 anos lendárias – Grupo D | Mikael Pernfors Mats Wilander              | Arnaud Boetsch Cédric Pioline         | 56−7, 7−5, [10−8]        |
| Duplas femininas – Quartas de final                    | Tímea Babos [2] Kristina Mladenovic [2]    | Samantha Stosur [5] Zhang Shuai [5]   | 3−6, 6−1, 7−63           |
| Duplas femininas – Quartas de final                    | Kirsten Flipkens [15] Johanna Larsson [15] | Nicole Melichar [7] Květa Peschke [7] | 3–6, 7–64, 6–1           |
| Duplas masculinas – Quartas de final                   | Jérémy Chardy Fabrice Martin               | Rajeev Ram [11] Joe Salisbury [11]    | 6−4, 7−66                |

## Dia 11 (5 de junho)
Devido às chuvas, toda programação do dia foi cancelada (a primeira vez desde 2016).

## Dia 12 (6 de junho)
- Cabeças de chave eliminados:
  - Simples masculino:  Alexander Zverev [5],  Karen Khachanov [10]
  - Simples feminino:  Simona Halep [3],  Madison Keys [14]
  - Duplas masculinas:  Juan Sebastián Cabal /  Robert Farah [3]
  - Duplas mistas:  Nicole Melichar /  Bruno Soares [1]

Ordem dos jogos:
| Quadra Philippe Chatrier                                | Quadra Philippe Chatrier              | Quadra Philippe Chatrier                  | Quadra Philippe Chatrier |
| Evento                                                  | Vencedor(a)/(es/as)                   | Derrotado(a)/(os/as)                      | Resultado                |
| ------------------------------------------------------- | ------------------------------------- | ----------------------------------------- | ------------------------ |
| Simples feminino – Quartas de final                     | Amanda Anisimova                      | Simona Halep [3]                          | 6–2, 6–4                 |
| Simples masculino – Quartas de final                    | Novak Djokovic [1]                    | Alexander Zverev [5]                      | 7–5, 6–2, 6–2            |
| Duplas masculinas – Semifinais                          | Jérémy Chardy Fabrice Martin          | Juan Sebastián Cabal [3] Robert Farah [3] | 7–5, 6–4                 |
| Quadra Suzanne Lenglen                                  |                                       |                                           |                          |
| Evento                                                  | Vencedor(a)/(es/as)                   | Derrotado(a)/(os/as)                      | Resultado                |
| Simples feminino – Quartas de final                     | Ashleigh Barty [8]                    | Madison Keys [14]                         | 6–3, 7–5                 |
| Simples masculino – Quartas de final                    | Dominic Thiem [4]                     | Karen Khachanov [10]                      | 6–2, 6–4, 6–2            |
| Duplas masculinas – Semifinais                          | Kevin Krawietz Andreas Mies           | Guido Pella Diego Schwartzman             | 7–5, 6–3                 |
| Quadra Simonne Mathieu                                  |                                       |                                           |                          |
| Evento                                                  | Vencedor(a)/(es/as)                   | Derrotado(a)/(os/as)                      | Resultado                |
| Duplas masculinas abaixo de 45 anos lendárias – Grupo B | Yevgeny Kafelnikov Marat Safin        | Sébastien Grosjean Michaël Llodra         | 3–6, 7–5, [10–6]         |
| Duplas mistas – Semifinais                              | Latisha Chan Ivan Dodig               | Nicole Melichar [1] Bruno Soares [1]      | 6–2, 6–1                 |
| Duplas femininas – Quartas de final                     | Elise Mertens [6] Aryna Sabalenka [6] | Lyudmyla Kichenok Jeļena Ostapenko        | 7–5, 6–2                 |
| Duplas masculinas abaixo de 45 anos lendárias – Grupo B | Tommy Haas Paul-Henri Mathieu         | Yevgeny Kafelnikov Marat Safin            | 7–5, 6–3                 |
| Duplas masculinas acima de 45 anos lendárias – Grupo C  | Sergi Bruguera Goran Ivanišević       | Mansour Bahrami Fabrice Santoro           | 4–6, 6–1, [10–8]         |
| Duplas masculinas abaixo de 45 anos lendárias – Grupo A | Juan Carlos Ferrero Andriy Medvedev   | James Blake Mark Philippoussis            | 6–2, 7–5                 |

## Dia 13 (7 de junho)
- Cabeças de chave eliminados:
  - Simples masculino:  Roger Federer [3]
  - Simples feminino:  Johanna Konta [26]
  - Duplas femininas:  Elise Mertens /  Aryna Sabalenka [6],  Kirsten Flipkens /  Johanna Larsson [15]
  - Duplas mistas:  Gabriela Dabrowski /  Mate Pavić [2]

Ordem dos jogos:
| Quadra Philippe Chatrier       | Quadra Philippe Chatrier                 | Quadra Philippe Chatrier                 | Quadra Philippe Chatrier |
| Evento                         | Vencedor(a)/(es/as)                      | Derrotado(a)/(os/as)                     | Resultado                |
| ------------------------------ | ---------------------------------------- | ---------------------------------------- | ------------------------ |
| Simples masculino – Semifinais | Rafael Nadal [2]                         | Roger Federer [3]                        | 6–3, 6–4, 6–2            |
| Simples masculino – Semifinais | Novak Djokovic [1] vs. Dominic Thiem [4] | Novak Djokovic [1] vs. Dominic Thiem [4] | 2–6, 6–3, 1–3, suspenso  |
| Quadra Suzanne Lenglen         |                                          |                                          |                          |
| Evento                         | Vencedor(a)/(es/as)                      | Derrotado(a)/(os/as)                     | Resultado                |
| Simples feminino – Semifinais  | Ashleigh Barty [8]                       | Amanda Anisimova                         | 46–7, 6–3, 6–3           |
| Duplas femininas – Semifinais  | Tímea Babos [2] Kristina Mladenovic [2]  | Elise Mertens [6] Aryna Sabalenka [6]    | 6–2, 6–1                 |
| Quadra Simonne Mathieu         |                                          |                                          |                          |
| Evento                         | Vencedor(a)/(es/as)                      | Derrotado(a)/(os/as)                     | Resultado                |
| Simples feminino – Semifinais  | Markéta Vondroušová                      | Johanna Konta [26]                       | 7–5, 7–62                |
| Duplas mistas – Final          | Latisha Chan Ivan Dodig                  | Gabriela Dabrowski [2] Mate Pavić [2]    | 6–1, 7–65                |

## Dia 14 (8 de junho)
- Cabeças de chave eliminados:
  - Simples masculino:  Novak Djokovic [1]

Ordem dos jogos:
| Quadra Philippe Chatrier                                | Quadra Philippe Chatrier          | Quadra Philippe Chatrier          | Quadra Philippe Chatrier |
| Evento                                                  | Vencedor(a)/(es/as)               | Derrotado(a)/(os/as)              | Resultado                |
| ------------------------------------------------------- | --------------------------------- | --------------------------------- | ------------------------ |
| Simples masculino – Semifinais                          | Dominic Thiem [4]                 | Novak Djokovic                    | 6–2, 3–6, 7–5, 5–7, 7–5  |
| Simples feminino – Final                                | Ashleigh Barty [8]                | Markéta Vondroušová               | 6–1, 6–3                 |
| Duplas masculinas – Final                               | Kevin Krawietz Andreas Mies       | Jérémy Chardy Fabrice Martin      | 6–2, 7–63                |
| Quadra Suzanne Lenglen                                  |                                   |                                   |                          |
| Evento                                                  | Vencedor(a)/(es/as)               | Derrotado(a)/(os/as)              | Resultado                |
| Duplas masculinas acima de 45 anos lendárias – Grupo D  | Mikael Pernfors Mats Wilander     | Michael Chang John McEnroe        | 6–4, 7–5                 |
| Duplas femininas lendárias – Final                      | Nathalie Dechy Amélie Mauresmo    | Martina Navratilova Dinara Safina | 6–3, 6–4                 |
| Duplas masculinas acima de 45 anos lendárias – Grupo C  | Mansour Bahrami Fabrice Santoro   | Pat Cash Henri Leconte            | 6–4, 6–2                 |
| Duplas masculinas abaixo de 45 anos lendárias – Grupo B | Sébastien Grosjean Michaël Llodra | Tommy Haas Paul-Henri Mathieu     | 6–4, 7–5                 |

## Dia 15 (9 de junho)
- Cabeças de chave eliminados:
  - Simples masculino:  Dominic Thiem [4]

Ordem dos jogos:
| Quadra Philippe Chatrier                              | Quadra Philippe Chatrier                | Quadra Philippe Chatrier            | Quadra Philippe Chatrier |
| Evento                                                | Vencedor(a)/(es/as)                     | Derrotado(a)/(os/as)                | Resultado                |
| ----------------------------------------------------- | --------------------------------------- | ----------------------------------- | ------------------------ |
| Duplas femininas – Final                              | Tímea Babos [2] Kristina Mladenovic [2] | Duan Yingying Zheng Saisai          | 6–2, 6–3                 |
| Simples masculino – Final                             | Rafael Nadal [2]                        | Dominic Thiem [4]                   | 6–3, 5–7, 6–1, 6–1       |
| Quadra Suzanne Lenglen                                |                                         |                                     |                          |
| Evento                                                | Vencedor(a)/(es/as)                     | Derrotado(a)/(os/as)                | Resultado                |
| Duplas masculinas acima de 45 anos lendárias – Final  | Sergi Bruguera Goran Ivanišević         | Mikael Pernfors Mats Wilander       | 6–2, 4–6, [10–4]         |
| Duplas masculinas abaixo de 45 anos lendárias – Final | Sébastien Grosjean Michaël Llodra       | Juan Carlos Ferrero Andriy Medvedev | 7–64, 7–5                |